# Elisabethkirche (Teplice)

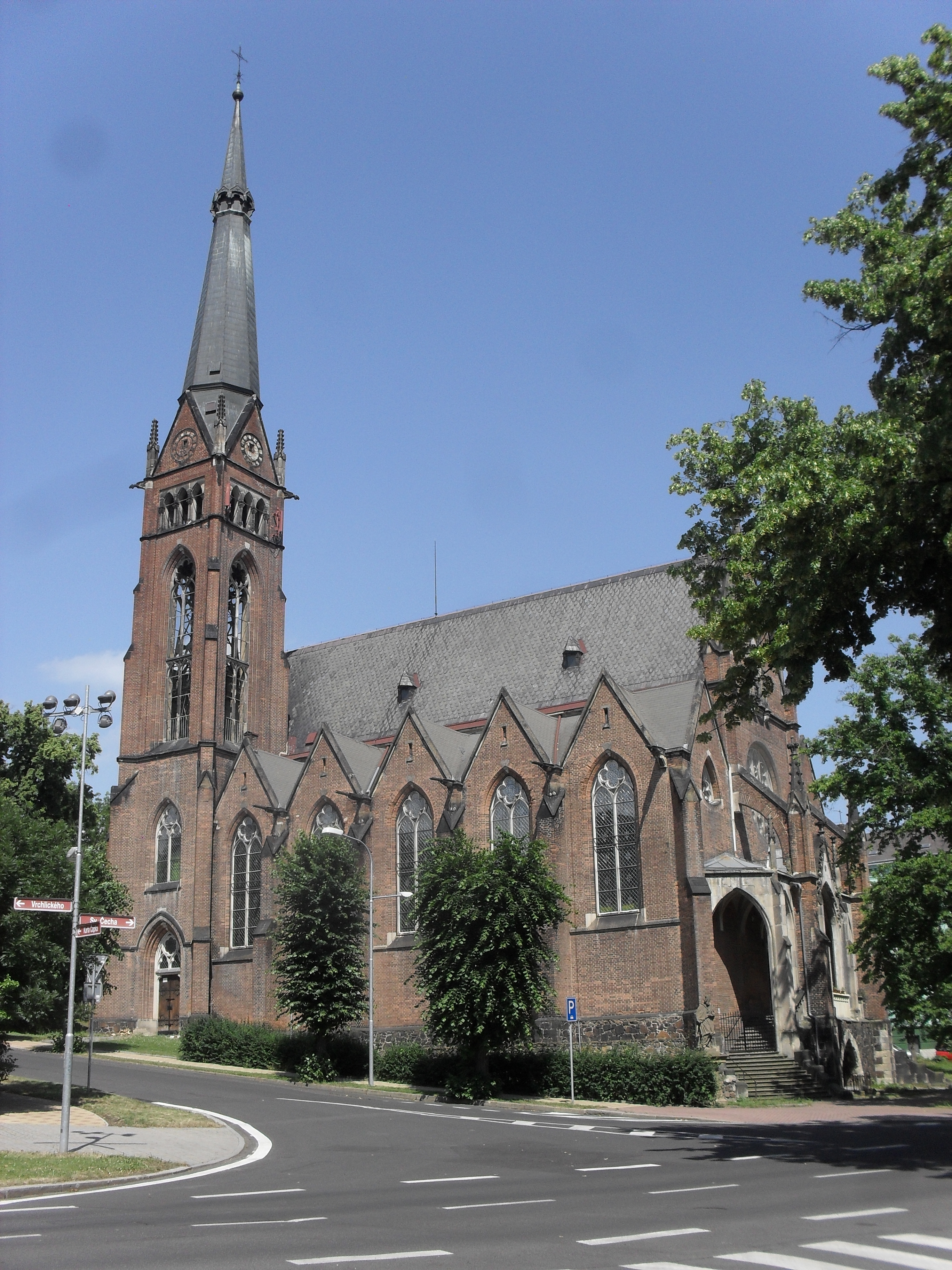
Elisabethkirche in Teplitz

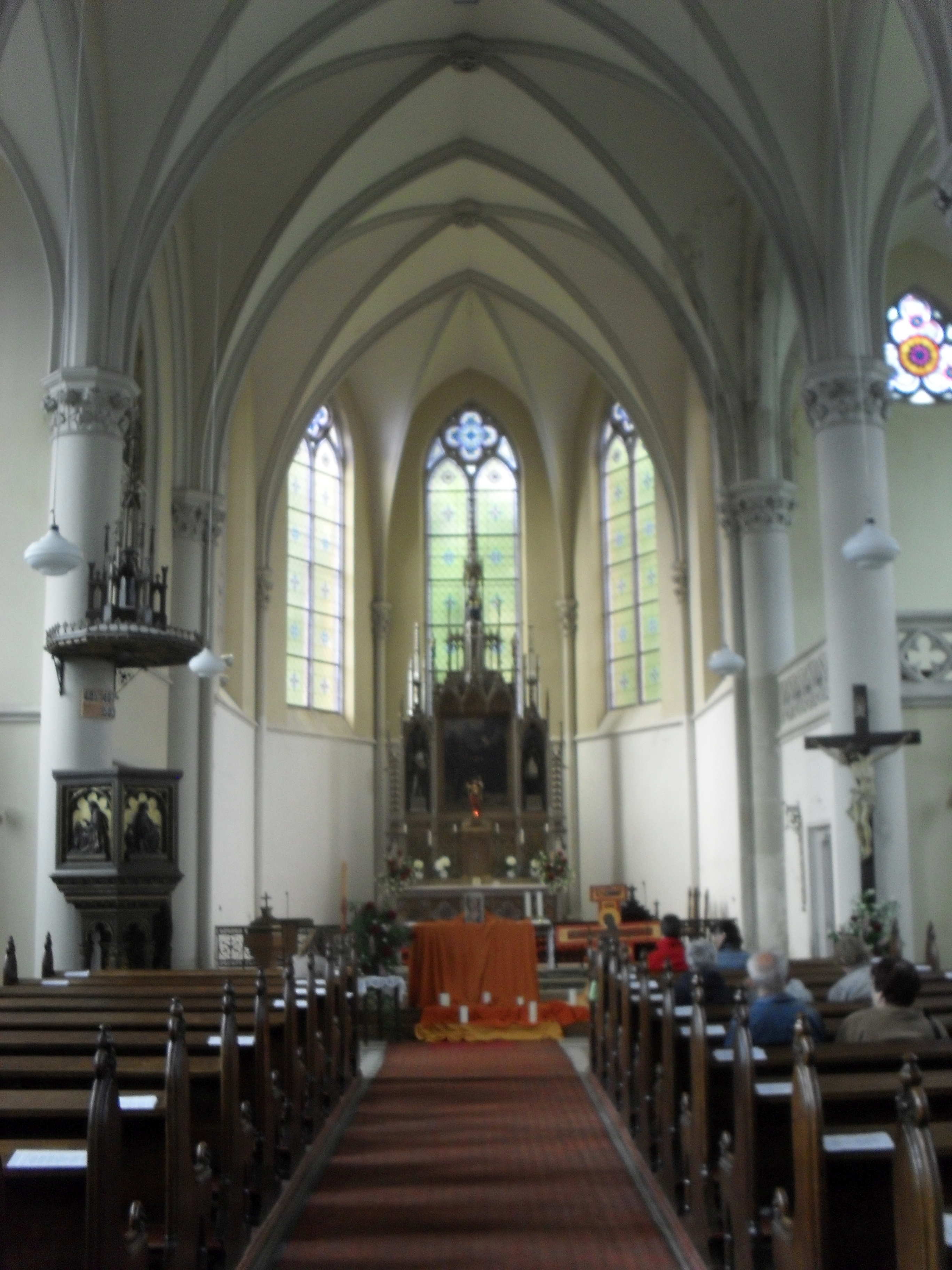
Chorraum

Die Elisabethkirche (tschechisch Kostel svaté Alžběty Uherské) ist eine römisch-katholische Kirche in Teplice (Teplitz) im Okres Teplice in der nordböhmischen Aussiger Region in Tschechien.

## Geschichte
Der Bau der im Kurpark des Stadtteils Schönau gelegenen ehemaligen Elisabethkirche in Teplitz geht auf eine Initiative des böhmischen Landesherrn, Kaisers Franz Joseph I. zurück. Mit finanzieller Unterstützung des Fürsten Edmund von Clary-Aldringen auf Schloss Teplitz entstand parallel zum Bau der evangelischen Bartholomäuskirche nach dem Entwurf des Wiener Architekten Heinrich Ferstel in den Jahren 1862–1877 der Kirchenbau. Die Grundsteinlegung erfolgte am 18. November 1864, doch verzögerte der Preußisch-Österreichische Krieg von 1866 die Bauausführung. Am 30. September 1877 wurde die Kirche auf den Namen der Elisabeth von Thüringen geweiht, der Turmbau erfolgte 1886 bis 1888 durch Hermann von Riewel. In den Jahren 1967 bis 1969 wurde eine Wiederherstellung der Kirche durchgeführt, seit 1990 wird sie vom Salesianer-Orden betreut.

## Architektur
Die aus städtebaulichen Gründen auf ansteigendem Terrain nach Norden ausgerichtete Teplitzer Elisabethkirche ist eine in Backstein ausgeführte dreischiffige Hallenkirche mit seitlich des Chores gesetztem Turmbau und einer in Werkstein ausgeführten Vorhalle. Das in neugotischen Formen gehaltene Bauwerk zeigt im Außenbau bei erhöhtem Mittelschiff eine gestaffelte Anordnung mit Quergiebeln über den Seitenschiffen. Der Kirchenraum ist über Rundpfeilern kreuzrippengewölbt.

## Ausstattung
Das Inventar der Kirche mit Altären, Kanzel und Kreuzwegstationen schuf Engelbert Westreicher aus Linz. Bei ihrer Fertigstellung erhielt die Kirche eine Orgel der Firma Josef Breinbauer in Ottensheim. Die Orgel besitzt folgende Disposition:
| I Hauptwerk |               |        |
| 1.          | Bourdon       | 16′    |
| 2.          | Principal     | 08′    |
| 3.          | Flöte         | 08′    |
| 4.          | Gedeckt       | 08′    |
| 5.          | Salcional     | 08′    |
| 6.          | Octave        | 04′    |
| 7.          | Spitzflöte    | 04′    |
| 8.          | Rauschquinte  | 02 ⁄3′ |
| 9.          | Progressio IV | 02′    |

| II Schwellwerk |                      |       |
| 10.            | Lieblich Gedeckt     | 8′    |
| 11.            | Gambe                | 8′    |
|                | Auszug aus Salcional | 8′    |
| 12.            | Fugura               | 4′    |
| 13.            | Flautino             | 2′    |
| 14.            | Mixtur III           | 2 ⁄3′ |

| Pedal |              |            |
| 15.   | Subbaß       | 16′        |
| 16.   | Violon       | 16′        |
| 17.   | Principalbaß | 08′        |
| 18.   | Quintbaß II  | 06′ und 4′ |
| 17.   | Bombarde     | 16′        |